# Looking for Langston
Looking for Langston és una pel·lícula britànica en blanc i negre de 1989, dirigida per Isaac Julien i produïda per Sankofa Film & Video Productions. Combina imatges de notícies d'arxiu autèntiques de Harlem als anys 20 amb escenes amb guió per produir una història impressionista no lineal que celebra la identitat i el desig gai negre durant el període artístic i cultural conegut com a renaixement de Harlem a Nova York. La pel·lícula té una durada d'uns 42 minuts.

## Sinopsi crítica
L'obertura de la pel·lícula és una veu en off de l'emissió de ràdio original feta en homenatge a Langston Hughes després de la seva mort el 1967 mentre es recrea i reinterpreta l'escena del seu funeral. Intercalats entre imatges com períodes canviants que flueixen perfectament del passat al present, els homes negres ballant junts dins d'una versió revisionista del Cotton Club, o un speakeasy, i seqüències de somnis, són breus extractes narratius de les obres poètiques d'Hughes juntament amb les de Richard Bruce Nugent, James Baldwin i Essex Hemphill. També es mostren les controvertides imatges d'homes negres del fotògraf Robert Mapplethorpe.
La pel·lícula no és una biografia de Langston Hughes. És un monument a Hughes i el Renaixement de Harlem reconstruït des d'una perspectiva gai negra. A més, pretén ser una meditació sobre l'experiència gai negra dins d'un context històric construït al voltant de l'homofòbia, l'opressió i la negació a què s'enfronten els homes africans. descendència dins de comunitats negres juntament amb "al·lusions i comentaris polítics sobre el racisme blanc".
Hughes es presenta com una metàfora cultural i una icona per als homes gai negres que s'enfrontaven a ser ostracitzats si no s'ajustaven als estàndards de la burgesia negra l'objectiu primordial dels quals es refereix a una integració social més completa. Es discuteixen com s'han representat l'home negre i la seva sexualitat al món occidental modern i com les nocions existents de raça i gènere figuren dins de la cultura americana i afroamericana.
Al llarg d'aquest procés, la identitat d'Hughes com a home gai negre es reclama i ja no es nega, un procés paral·lel als estudis acadèmics cada cop més creixents d'Hughes actuals. A més, sumant a la importància històrica i cinematogràfica de la pel·lícula en el cinema gai, Looking for Langston va ser i continua sent una de les poques pel·lícules que mostra afecte intraracial. entre homes gai negres, tal com es revela a la història d'amor entre els dos principals protagonistes negres, Ben Ellison com Langston Hughes i Matthew Baidoo com Beauty.
En el primer llançament de Looking for Langston als Estats Units l'any 1990, la propietat de Langston Hughes va intentar inicialment censurar la pel·lícula per violacions dels copyright: suposadament no s'havia obtingut el permís pels cineastes que els permeten utilitzar la poesia d'Hughes a la pel·lícula. Durant les projeccions posteriors de Looking for Langston, el so es va reduir repetidament quan es va llegir l'obra de Hughes.
Malgrat les acusacions de censura dels crítics de l'època dels EUA a l'estrena de la pel·lícula, la finca havia permès que molts dels poemes d'Hughes apareguessin en antologies gai a la premsa escrita i ho continua fent fins avui.
Avui està sota els auspicis del British Film Institute com a part de la seva iniciativa nacional "Black World" celebrant la creativitat negra al cinema.

## Repartiment
- Ben Ellison com a Alex
- Matthew Baidoo com a Bellesa
- Akim Mogaji com a James
- John Wilson com a Gary
- Dencil Williams com a Marcus
- Guy Burgess com a degà
- James Dublin com a Carlos
- Harry Donaldson com Leatherboy
- Jimmy Somerville com a Angel
- Stuart Hall com a veu britànica (veu)
- Langston Hughes com ell mateix (imatges d'arxiu)

## Premis
Premi Teddy al millor curtmetratge al 39è Festival Internacional de Cinema de Berlín. Per celebrar el 30è aniversari dels Premis Teddy, la pel·lícula va ser seleccionada per ser projectada al 66è Festival Internacional de Cinema de Berlín el febrer de 2016.